# Fynske hovedbane
Den Fynske hovedbane är en statsägd järnväg som går mellan Nyborg och Middelfart på Fyn  i Region Syddanmark i Danmark. 
Banan är dubbelspårig, elektrifierad, och max hastighet är 180 km/h. En del av persontrafiken går dock med dieseltåg eftersom förbindelsen mot Århus inte är elektrifierad.

## Trafik
År 2009 går det expresståg ("Lyntog") Köpenhamn-Odense-Århus-Frederikshavn varje timme och intercitytåg Köpenhamn-Odense-Århus-Ålborg varje timme.
Det går intercitytåg Köpenhamn-Odense-Århus-Viborg varje timme, intercitytåg Köpenhamn-Odense-Herning-Struer varje timme, express eller intercitytåg Köpenhamn-Odense-Esbjerg varje timme, samt intercitytåg Köpenhamn-Odense-Sønderborg varannan timme.
Dessutom går det regionaltåg varje timme mellan Odense och Fredericia (ligger strax nordväst om Middelfart). Det finns slutligen ett nattåg varje dag från Köpenhamn via Odense till München eller Köln och Amsterdam (delas upp i Tyskland).[källa behövs] DSB kör alla persontåg. Under perioden oktober 2010 till oktober 2011 körde SJ X 2000 Stockholm - Odense. Tidigare fanns även ett nattåg till/från Tyskland som det tyska bolaget CNL körde.
Det går godståg Sverige-Tyskland via Fynske hovedbane, då det är den enda färjefria vägen. Railion och CFL Cargo kör godstågen.

## Historia
Banan invigdes 1865. Då var det passagerarbåt både över Stora och Lilla bält. 1872 startades järnvägsfärja över Lilla Bält och 1883 över Stora Bält. Fast förbindelse öppnades 1935 över Lilla Bält och 1997 över Stora Bält. Elektrifiering utfördes i slutet av 1990-talet.